# Fabrieksbrand in Dhaka 2012
De fabrieksbrand in Dhaka is een grote brand in een kledingfabriek op 24 november 2012 in de Bengaalse hoofdstad Dhaka. Daarbij verloren ten minste 117 mensen het leven en raakten meer dan tweehonderd gewond. Daarmee was het de dodelijkste fabrieksbrand in de Bengaalse geschiedenis.

## Achtergrond
De Tazreem Modefabriek opende in 2009 haar deuren in een buitenwijk van Dhaka. Er werkten meer dan zestienhonderd mensen en er werden T-shirts en jassen gemaakte voor verschillende westerse bedrijven en instanties, waaronder het Amerikaanse bedrijf Walmart, het United States Marine Corps en de Nederlandse winkelketen C&A. De fabriek was eigendom van de Tuba Group, een van de belangrijkste Bengaalse exporteurs voor kleding naar westerse landen.
De brand werd waarschijnlijk veroorzaakt door kortsluiting op de begane grond van het negen verdiepingen tellende gebouw, hoewel de Bengaalse premier Hasina Wajed stelde dat het vuur misschien was aangestoken. Door de aanwezige kleding kon het vuur snel om zich heen slaan. De brandweer slaagde er in het vuur na zeventien uur te doven. De meeste doden, ten minste 69, werden gevonden op de tweede verdieping van het gebouw. Veel slachtoffers konden pas aan de hand van DNA-testen worden geïdentificeerd.

## Reacties
Duizenden fabrieksarbeiders legde in reactie op de ramp hun werk neer en protesteerden voor betere veiligheidsmaatregelen. De regering kondigde 27 november af als een dag van nationale rouw. Voor de eerste keer na een ramp werd ook de eigenaar van de kledingfabriek vervolgd, hoewel het anno 2017 nog niet kwam tot een veroordeling.
De brand in de Tazreen-fabriek zorgde ook in het westen voor veel meer aandacht voor de slechte arbeidsomstandigheden in de kledingfabrieken in Bangladesh en de omliggende landen. In mei 2013 sloten 32 grote modeketens een akkoord waarin werd afgesproken dat binnen 5 jaar de arbeidsomstandigheden in de fabrieken in Bangladesh waar zij hun kleding (laten) produceren aanzienlijk verbetert moeten zijn.